# August Sonnefeld
Der Optiker August Sonnefeld (* 30. August 1886; † 31. Januar 1974) arbeitete seit dem 1. August 1911 bei Carl Zeiss in Jena und wurde 1935 Leiter der Abteilung Astrooptik.
Er schuf das Astro-Spezial-Objektiv AS und den nach ihm benannten Astro-Vierlinser nach Sonnefeld (siehe auch: Astrograf). 1957 wurde ihm anlässlich seines 70. Geburtstages der Titel Hervorragender Wissenschaftler des Volkes verliehen.